# Cắt New Zealand
Cắt New Zealand (danh pháp khoa học: Falco novaeseelandiae) là loài cắt đặc hữu duy nhất của New Zealand và là chim săn mồi còn lại đặc hữu New Zealand. Nó thường bị nhầm lẫn với loài chim lớn hơn và phổ biến hơn Circus approximans.